# Thomas Kirk
Thomas Kirk (18 januari 1828 - 8 maart 1898) was een botanicus uit Nieuw-Zeeland met Engelse oorsprong. Hij werd geboren in Coventry (Warwickshire) en overleed in Wellington.
Hij is de zoon van een kweker van Warwickshire en was lid van de Botanical Society of London en van de Linnean Society of London (1871). Van 1849 tot 1862 regisseerde hij de houthandelaren in Coventry. Hij vertrok naar Nieuw-Zeeland in 1862. Hij kwam naar Auckland om zich voor te breiden op een botanische expeditie door het gebied. In 1881 leerde hij biologie en geologie aan het Lincoln College in Canterbury. Van 1885 tot 1888 was hij hoofdconservator van de bossen in eigendom van de staat.
Kirk is de auteur van Forest Flora New Zealand (1889) en Students' Flora New Zealand (1899). Hij droeg bij aan tijdschriften Phytologist (van 1847 tot 1860) en Transaction of New Zealand Institute (van 1868 tot 1897). Harry Howard Barton Allan (1882-1957) vernoemde in 1961 de soort Kirkianella in de familie van de Asteraceae naar hem.
- Author citation (botany): Kirk
- CiNii: DA05635542
- Find NZ Artists: 8400
- Gemeinsame Normdatei: 1041697279
- International Standard Name Identifier: 0000 0000 8273 1042
- Library of Congress Control Number: no2005110957
- Nationale bibliotheek van Australië: 36319906
- Nederlandse Thesaurus van Auteursnamen: 317704915
- Istituto Centrale per il Catalogo Unico: SBTV002883
- Système universitaire de documentation: 114573425
- Museum of New Zealand Te Papa Tongarewa: 2680
- Trove: 1245977
- Virtual International Authority File: 78522032
- WorldCat: E39PBJwX8QwCKfCfQRDw8WhGpP